# Národní muzeum historie Ukrajiny

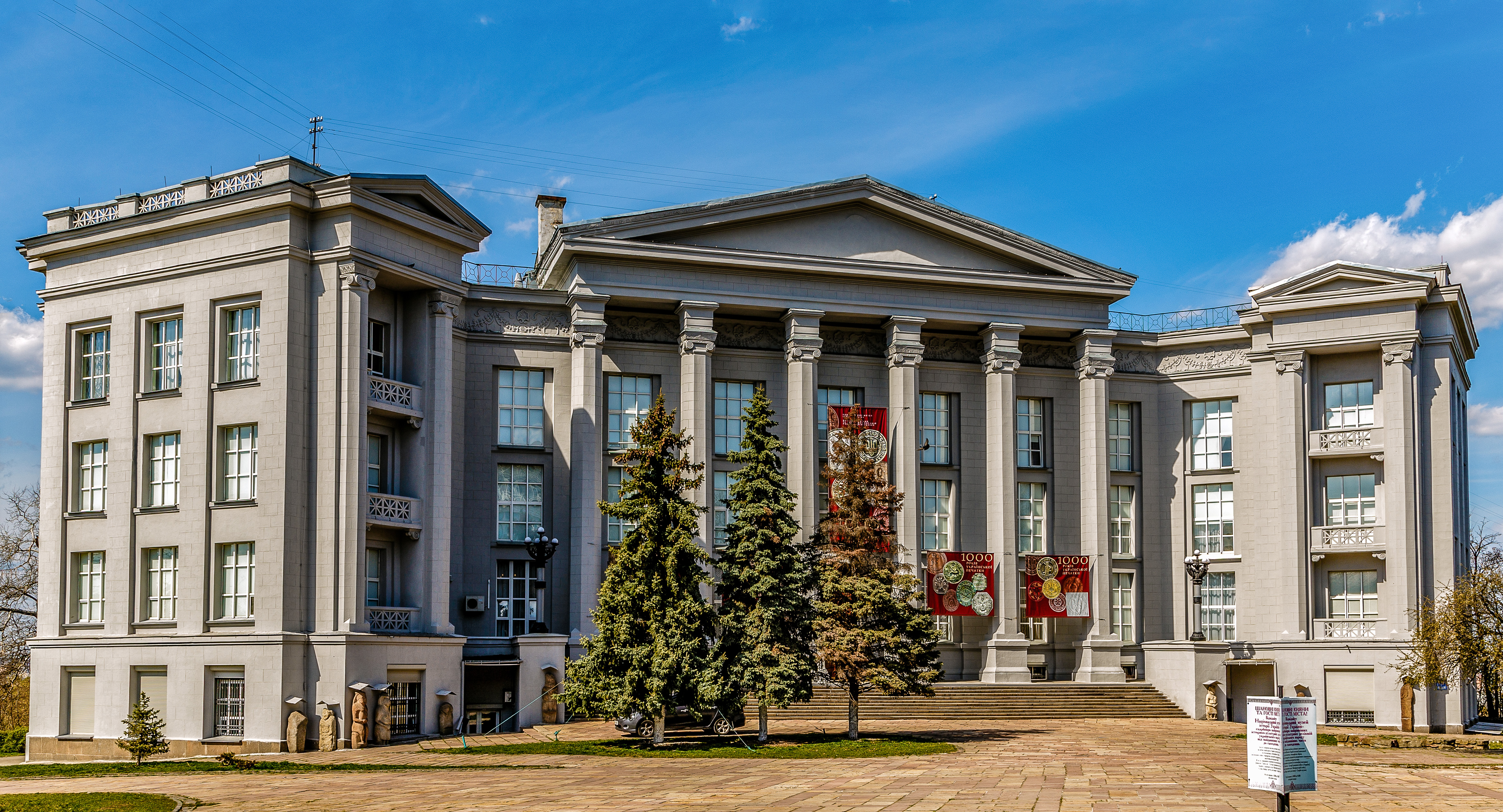
Národní muzeum historie Ukrajiny

Národní muzeum historie Ukrajiny (ukrajinsky Націона́льний музе́й істо́рії Украї́ни, zkráceně НМІУ) je přední historické muzeum Ukrajiny.  Muzeum bylo založeno v roce 1899 v Kyjevě, od roku 1944 sídlí v budově na Starokyjevské hoře. Muzeum uchovává etnografické, archeologické a numismatické sbírky, staré tisky, obrazy a sochy a další historické exponáty. Budova muzea, která je architektonickou památkou, byla postavena v letech 1937–1939 architektem Josephem Karakisem a původně byla určena pro uměleckou školu.

## Historie
V srpnu 1899 otevřelo Muzeum starožitností a umění svou archeologickou expozici. K opětovnému otevření však došlo až v roce 1904. Muzeum vzniklo z iniciativy Kyjevské společnosti starožitností a umění, jejímž spoluzakladatelem byl i český archeolog Čeněk Chvojka. Během sovětského období muzeum mnohokrát změnilo svůj název a prostory:
- 1919–1924 – První státní muzeum
- 1924–1934 – Celoukrajinské historické muzeum Tarase Ševčenka.
- 1934–1935 – Ústřední historické muzeum Tarase Ševčenka (umístěno v Kyjevskopečerské lávře)
- 1935–1943 – Státní republikánské historické muzeum
- 1943–1950 – muzeum se stěhuje do budovy Střední umělecké školy Tarase Ševčenka
- 1950–1965 – Kyjevské státní historické muzeum
- 1965–1991 – Státní historické muzeum Ukrajinské SSR

V říjnu 1991 bylo muzeum jednou z prvních kulturních institucí, které získaly statut „Národní“ a od té doby nese svůj současný název.
Od 26. února 2015 do 16. března 2020 byla generální ředitelkou muzea Tetjana Sosnovská. Ministr kultury Vjačeslav Kyrylenko o jejím jmenování na Twitteru napsal: „Jsem si jistý, že muzeum bude nyní fungovat novým způsobem.“
V listopadu 2015 se muzeum stalo partnerem a platformou pro projekt „Otevřená škola historie“. Podle jeho koordinátora Kirilla Galušky vznikl projekt kvůli potřebě „navázat trvalé pracovní vztahy mezi profesionálními historiky a profesionálními novináři“. V rámci Otevřené školy historie se měly každé dva týdny konat veřejné odborné přednášky na ožehavá a aktuální historická témata. Projekt podpořil také Ukrajinský institut národní paměti, Historický ústav Ukrajiny, Národní akademie věd Ukrajiny, Historická fakulta a Národní univerzita Tarase Ševčenka. První přednášku „Jméno a prostor: formování území Ukrajiny“ pronesl Kirill Galuška dne 31. října 2015.
Na podzim 2018 se muzeum stalo platformou pro vzdělávání ukrajinských muzejních pracovníků v rámci projektu „Škola muzejních vedoucích“
Dne 17. března 2020 byl ředitelem muzea jmenován doktor historických věd Androščuk Fedor Alexandrovič

## Hlavní budova
Hlavní budovou muzea je bývalá Střední umělecká škola Tarase Ševčenka, dokončená roku 1937. V roce 1944 bylo v budově umístěno Státní republikánské historické muzeum. V letech 1952–1953 byla budova přestavěna a rekonstruována

## Sbírka

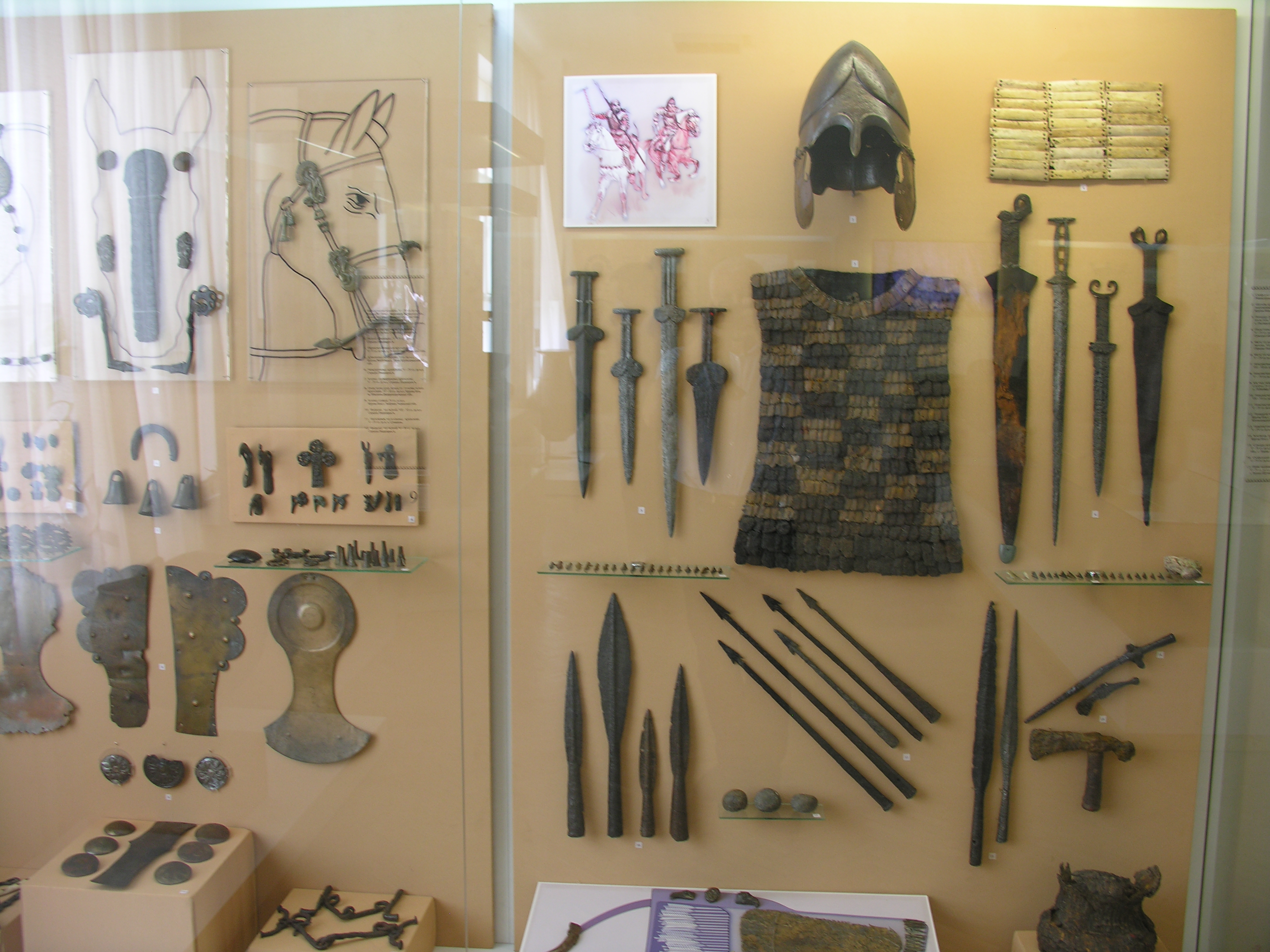
Skytské zbraně v expozici muzea

V muzeu se nachází více než 800 000 sbírkových předmětů z období od pravěku až po současnost.

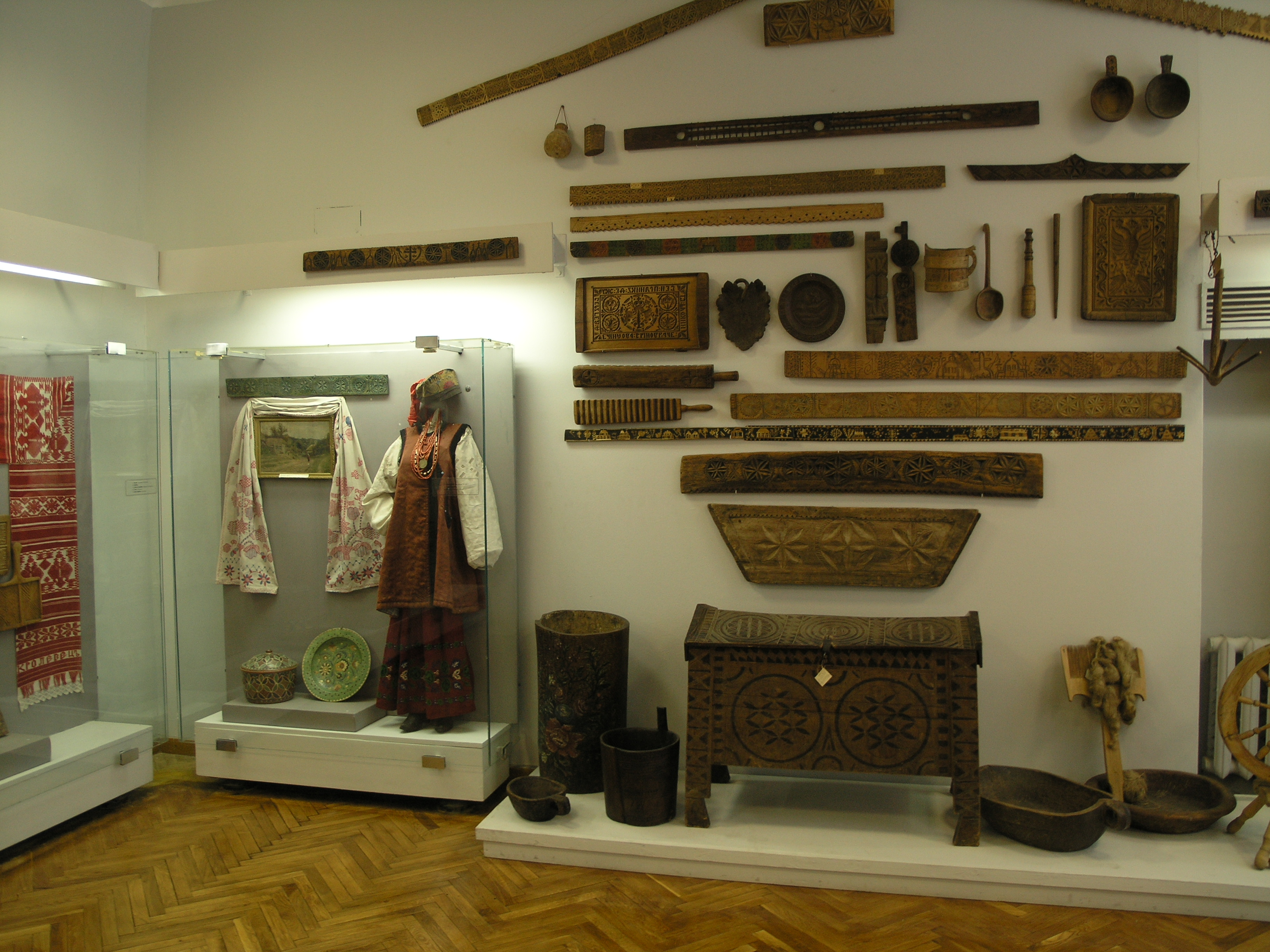
Etnografická expozice

Muzeum má cenné archeologické a numismatické sbírky, sbírku chladných a palných zbraní, sbírky etnografické, sbírku skla, porcelánu, obrazů, grafik a soch. Nachází se zde také sbírka listin z 15.–21. století, kozácké klenoty, univerzálie či dopisy hejtmanů a kozáckých důstojníků.

## Pobočky
- Pokladnice Národního historického muzea Ukrajiny

- Muzeum ukrajinské revoluce z let 1917–1921